# Lloret ventreblau
El lloret ventreblau (Triclaria malachitacea) és una espècie d'ocell de la família dels psitàcids i única espècie del gènere Triclaria. Habita la selva, boscos, horts i ciutats del sud-est del Brasil.